# Laotris minuscularia
Laotris minuscularia är en stekelart som beskrevs av Vladimir Ivanovich Tobias 1998. Laotris minuscularia ingår i släktet Laotris och familjen bracksteklar. Inga underarter finns listade i Catalogue of Life.